# Portrait de famille (MESSENGER)
Pour les articles homonymes, voir Portrait de famille (homonymie).
Le Portrait de famille du système solaire (en anglais : Solar System Family Portrait) est une image du système solaire acquise par MESSENGER en novembre 2010 depuis l'orbite de Mercure. La mosaïque est destinée à être complémentaire du Portrait de famille par Voyager pris depuis le bord extérieur du système solaire le 14 février 1990.
Le portrait a été construit en utilisant 34 images individuelles acquises en utilisant les caméras MDIS, en ciblant les zones entourant chaque planète. La première série d'images a été acquise le 3 novembre 2010, et la seconde le 16 novembre. 

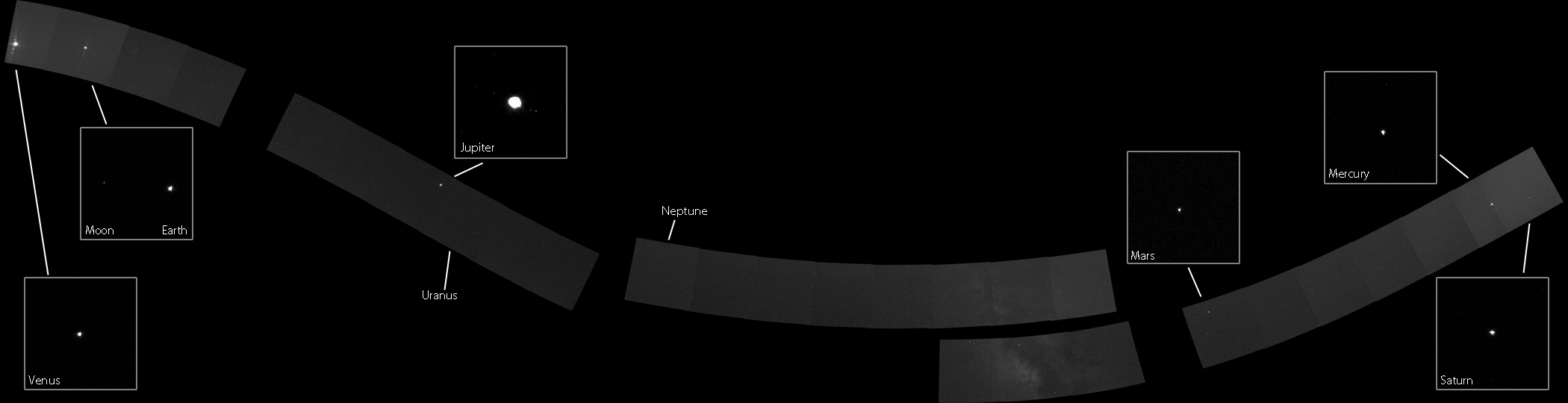
La mosaïque du Portrait de famille

Six planètes sont visibles dans la mosaïque. De gauche à droite : Vénus, la Terre, Jupiter, Mars, Mercure et Saturne. Uranus et Neptune étaient trop petites pour apparaître à cette distance (3,0 milliards et 4,4 milliard de kilomètres, respectivement). Des précautions ont été prises pour éviter d'orienter la caméra vers le Soleil à cause de la chaleur intense à courte distance.

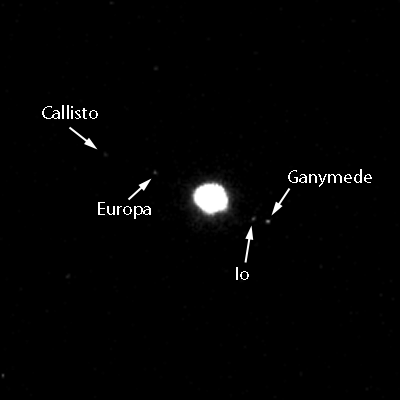
Les quatre lunes galiléennes sont visibles dans cette image prise par la caméra NAC.

Plusieurs satellites naturels sont visibles sur la photo, dont la Lune, et les quatre lunes galiléennes : Callisto, Ganymède, Europe et Io. En outre, une partie de la Voie lactée est visible entre Neptune et Mars.
Parce que MESSENGER ne suit pas le même plan orbital que la Terre, les caméras sur le satellite devaient pointer vers le haut et vers le bas à partir de l'écliptique pour capturer toutes les planètes. Il en résulte une mosaïque courbe.